# Pártos Béla
Pártos Béla (eredetileg Puntzman) (Apatin, Bács-Bodrog vm., 1844. – Budapest, 1905. április 15.) ügyvéd, közíró, törvényhatósági bizottsági tag, Pártos Gyula építész testvére.

## Élete
Apatinban született, ahol apja, Punczmann Béla szintén ügyvéd volt. Édesanyja Fischer Magdolna. Középiskolai tanulmányait Nagybecskereken és Pécsen, a jogot Budapesten végezte. 1867-ben törvényszéki aljegyzővé választották Zomborban. 1871-ben tiszteletbeli ülnök lett. 1872-ben lemondott hivataláról és Pestre ment, ahol ügyvédi irodát nyitott. 1882-től tagja volt a székesfőváros törvényhatósági bizottságának. A Szegedi Hiradónak munkatársa volt. 1905. április 15-én hunyt el idült ütőérbelhártyalob következtében, a Fiumei úti sírkertben helyezték örök nyugalomra 1905. április 18-án.

## Munkái
1. A főrendiház reformja. Bpest, 1882.
2. A felsőházi törvényjavaslatról. Uo. 1884.
3. Az ötéves mandatum ellen. Uo. 1885.
4. A függetlenségi és 48-as párt szervezéséről. Uo. 1887.
5. A jogi szakoktatás reformjáról. Uo. 1890.
6. Választás vagy kinevezés? (Adalék a közigazgatási reformhoz.) Uo. 1891. (2. kiadás. Uo. 1891. Németűl. Uo. 1891.) Online
7. A polgári házasságról. Uo. 1893.
8. A felekezeti harcz ellen. Néhány szó a néppártról és ellene való teendőinkről. Uo. 1892. (2. kiadás).